# Regina Schöpf
Regina Schöpf (* 16. September 1935 in Innsbruck; † 30. Oktober 2008) war eine österreichische Skirennläuferin. In den 1950er-Jahren feierte sie einige Siege bei internationalen Rennen und gewann die Silbermedaille im Slalom bei den Olympischen Winterspielen 1956.

## Biografie
Nach Ende des Zweiten Weltkrieges begann Schöpf mit dem Skirennsport, trat dem Skiclub Seefeld bei und entwickelte sich vor allem in den technischen Disziplinen Slalom und Riesenslalom zu einer guten Läuferin. Nach einigen Erfolgen bei Nachwuchsrennen feierte sie im Winter 1952/53 ihren ersten Sieg im Riesenslalom von Innsbruck und erreichte in den Riesenslaloms auf der Zugspitze und in ihrem Heimatort Seefeld weitere Podestplätze. Im nächsten Winter gewann sie die Slaloms von Kitzbühel und Méribel sowie den Riesenslalom von Seefeld. Bei ihrem ersten Großereignis, den Weltmeisterschaften 1954 im schwedischen Åre, verfehlte die damals 18-Jährige eine Medaille nur um fünf Hundertstel Sekunden und belegte Platz vier im Slalom.
Im Winter 1954/55 siegte Schöpf im Slalom von Saint-Gervais-les-Bains und wurde Zweite im Slalom von Kitzbühel und im Riesenslalom im Vall de Núria. In der Saison 1955/56 konnte sie unter anderem den Riesenslalom in Saalfelden, den Slalom in Zakopane sowie Slalom und Riesenslalom in Seefeld gewinnen und wurde Österreichische Meisterin im Slalom. Ihren größten Erfolg feierte sie bei den Olympischen Winterspielen 1956 in Cortina d’Ampezzo. Nachdem sie im Riesenslalom am 27. Januar, zu dem sie mit einer Verletzung der Achillessehne beim Training am 25. Januar angetreten war, nur den neunten Rang belegt hatte, gewann sie im Slalom die Silbermedaille hinter der Schweizerin Renée Colliard.
Nach der Olympiasaison beendete Schöpf im Alter von nur 20 Jahren überraschend ihre Karriere. 1956 war sie im Heimatfilm-Lustspiel Pulverschnee nach Übersee zu sehen.
Regina Schöpf verstarb im Oktober 2008 im Alter von 83 Jahren. 

## Sportliche Erfolge

### Olympische Winterspiele
- Cortina d’Ampezzo 1956: 2. Slalom, 9. Riesenslalom

### Weltmeisterschaften
- Åre 1954: 4. Slalom
- Cortina d’Ampezzo 1956 : 2. Slalom, 9. Riesenslalom

### Österreichische Meisterschaften
- Österreichische Meisterin im Slalom 1956

## Auszeichnungen
- 1996: Silbernes Ehrenzeichen für Verdienste um die Republik Österreich[3]